# هان یه سول
هان یه سول (به کره‌ای: 한예슬)، زاده ۱۸ سپتامبر ۱۹۸۲ در لوس انجلس، کالیفرنیا، بازیگر، مدل، و خواننده کره‌ای–امریکایی است.

## مجموعه‌های تلویزیونی
- بدون توقف (۴–۲۰۰۳)
- روباه نه دم (۲۰۰۴)
- طوفان آن تابستان (۲۰۰۵)
- همسر یا دردسر (۲۰۰۶)
- تازا (۲۰۰۸)
- آیا کریسمس برف می‌بارد؟ (۲۰۰۹)
- جاسوس میونگ وول (۲۰۱۱)
- تولد یک زیبا (۲۰۱۴)
- مادام آنتوان(۲۰۱۶)